# Mesorhaga emmensis
Mesorhaga emmensis är en tvåvingeart som beskrevs av Daniel J. Bickel 1994. Mesorhaga emmensis ingår i släktet Mesorhaga och familjen styltflugor. Inga underarter finns listade i Catalogue of Life.